# Brian Pérez
Brian Pérez (Gibraltar, 16 de septiembre de 1986) es un futbolista gibraltareño que juega de mediocampista para el Lincoln Red Imps FC de la Gibraltar Football League.

## Trayectoria
Brian Pérez inició su carrera en el año 2006 en el Lincoln Red Imps FC, donde se desempeña hasta la actualidad.

## Selección nacional
El 7 de septiembre de 2014, Pérez hizo su debut internacional con la selección de Gibraltar en un partido de clasificación para la Eurocopa 2016 contra Polonia, perdiendo 7-0.

### Estadísticas con la selección
| 2014  | 1 | 0 |
| Total | 1 | 0 |

## Clubes
| Club                | País      | Año             |
| ------------------- | --------- | --------------- |
| Lincoln Red Imps FC | Gibraltar | 2006 - Presente |

## Palmarés

### Campeonatos nacionales
| Título                    | Club    | País      | Año     |
| ------------------------- | ------- | --------- | ------- |
| Gibraltar Football League | Lincoln | Gibraltar | 2006-07 |
| Gibraltar Football League | Lincoln | Gibraltar | 2007-08 |
| Gibraltar Football League | Lincoln | Gibraltar | 2008-09 |
| Gibraltar Football League | Lincoln | Gibraltar | 2009-10 |
| Gibraltar Football League | Lincoln | Gibraltar | 2010-11 |
| Gibraltar Football League | Lincoln | Gibraltar | 2011-12 |
| Gibraltar Football League | Lincoln | Gibraltar | 2012-13 |
| Gibraltar Football League | Lincoln | Gibraltar | 2013-14 |
| Gibraltar Football League | Lincoln | Gibraltar | 2014-15 |
| Gibraltar Football League | Lincoln | Gibraltar | 2015-16 |

### Copas nacionales
| Título               | Club    | País      | Año     |
| -------------------- | ------- | --------- | ------- |
| Supercopa Gibralteña | Lincoln | Gibraltar | 2007    |
| Rock Cup             | Lincoln | Gibraltar | 2007-08 |
| Supercopa Gibralteña | Lincoln | Gibraltar | 2008    |
| Rock Cup             | Lincoln | Gibraltar | 2008-09 |
| Supercopa Gibralteña | Lincoln | Gibraltar | 2009    |
| Rock Cup             | Lincoln | Gibraltar | 2009-10 |
| Supercopa Gibralteña | Lincoln | Gibraltar | 2010    |
| Rock Cup             | Lincoln | Gibraltar | 2010-11 |
| Supercopa Gibralteña | Lincoln | Gibraltar | 2011    |
| Rock Cup             | Lincoln | Gibraltar | 2013-14 |
| Copa de la Liga      | Lincoln | Gibraltar | 2013-14 |
| Supercopa Gibralteña | Lincoln | Gibraltar | 2014    |
| Rock Cup             | Lincoln | Gibraltar | 2014-15 |
| Supercopa Gibralteña | Lincoln | Gibraltar | 2015    |

## Vida personal
Pérez trabaja para el Departamento de Electricidad de Gibraltar.